# 近江舞子駅 (江若鉄道)
近江舞子駅（おうみまいこえき）は、かつて滋賀県滋賀郡志賀町大字南小松（現在の大津市南小松）にあった江若鉄道の駅（廃駅）。
琵琶湖の代表的な水泳場である近江舞子水泳場のうち、中浜（雄松崎）の最寄り駅として多くの水泳客で賑わう駅であった。

## 歴史
当駅は1926年（大正15年）、江若鉄道の近江木戸駅 - 雄松駅間の開通に合わせて雄松駅（おまつえき）として滋賀郡小松村に開業した。翌27年に路線はさらに延伸、北小松駅までの区間が開通する。
江若鉄道では当初、沿線の各町村には原則として1駅を各町村役場の近くに設置する計画であったが、その計画に従うと木戸村の近江木戸駅から小松村の北小松駅まで8キロメートルにわたり駅がない状態となる。そのため木戸村と小松村、それに葛川村の一部の地区の住民はこの区間に駅を設置するよう1919年（大正8年）に江若鉄道に要望、当駅はその請願に応えて開設が決まった。
雄松駅の名は、琵琶湖の景勝地「雄松崎」に由来する。琵琶湖の中でも遠浅の地形で水泳や観光に適していた雄松崎は、昭和に入ると観光地として開発が進み、白砂の砂浜が広がるその風景は兵庫の舞子の浜になぞらえて「近江舞子」と称されるに至った。当駅が近江舞子駅に改称したのも昭和のはじめ、1929年（昭和4年）のことである。当地には江若鉄道による鉄道路線のほか太湖汽船による観光船も就航し、キャンプ村やホテルといった宿泊施設の相次ぐ開設も奏功して夏場には水泳客が多く訪れる琵琶湖の代表的な水泳場となった。
江若鉄道は1969年（昭和44年）10月31日をもって営業を終了し、当駅も翌11月1日に廃止された。

### 年表
- 1926年（大正15年）8月11日：近江木戸駅から当駅までの延伸開業に伴い、雄松駅として滋賀郡小松村に開業[3][2]。
- 1927年（昭和2年）4月1日：当駅から北小松駅まで延伸[10][11]。
- 1929年（昭和4年）8月10日：近江舞子駅に改称[10]。
- 1969年（昭和44年）11月1日：駅廃止[10]。

## 駅構造
近江舞子駅は列車交換が可能な交換駅。ホームは1面で、2本の線路の間に配される島式ホームである。旅客と貨物の双方を扱うことができた一般駅であり、貨物線と側線を1本ずつ有した。
駅舎は赤い瓦がふかれた三角屋根という特徴的な外観で、観光地らしくしゃれた雰囲気であった。
| ← 浜大津 方面 | 近江舞子駅 配線略図 | → 近江今津 方面 |
| 凡例 出典:    |                     |                 |

## 利用状況
初期の年間乗降客数・貨物取扱量の状況は以下の通り。
| 年間の旅客および貨物の取扱量 | 年間の旅客および貨物の取扱量 | 年間の旅客および貨物の取扱量 | 年間の旅客および貨物の取扱量 | 年間の旅客および貨物の取扱量 | 年間の旅客および貨物の取扱量 |
| 年                           | 旅客                         | 旅客                         | 貨物                         | 貨物                         | 出典                         |
| 年                           | 乗車                         | 降車                         | 発送                         | 到着                         | 出典                         |
| ---------------------------- | ---------------------------- | ---------------------------- | ---------------------------- | ---------------------------- | ---------------------------- |
| 1931年                       | 21,827人                     | 20,465人                     | 286トン                      | 221トン                      | [ 16 ]                       |
| 1934年                       | 26,330人                     | 24,798人                     | 185トン                      | 324トン                      | [ 17 ]                       |
| 1935年                       | 25,349人                     | 24,059人                     | 207トン                      | 174トン                      | [ 18 ]                       |
| 1936年                       | 33,830人                     | 31,721人                     | 125トン                      | 451トン                      | [ 19 ]                       |

## 駅周辺
駅前を進むと琵琶湖の近江舞子水泳場があり、夏場は水泳客で賑わった。当駅付近で線路は湖岸に接近し、北小松駅にかけての沿線には別荘や保養所が建ち並んだ。
戦前は駅周辺に「千本桜」と称される桜並木が広がっていた。これは1936年（昭和11年）、当時の江若鉄道社長の要請に応じて植物学者笹部新太郎が育てていた山桜500本を植えたものであったが、戦時中の工場疎開により一部が伐採され、残りも手入れが行き届かず失われた。
駅のあった場所は江若鉄道の廃線後に開通した湖西線の近江舞子駅の南方にあたり、当駅から北小松駅にかけての線路跡は県道307号に転用されている。この区間は廃線後早いうちから生活道路として利用されていた。

## 隣の駅
江若鉄道
江若鉄道線
近江舞子南口駅 - 近江舞子駅  - 北小松駅